# 潍州路街道
潍州路街道，是中华人民共和国山東省潍坊市奎文区下辖的一个乡镇级行政单位。

## 行政区划
潍州路街道下辖以下地区：
潍柴社区、幸福街社区、星河社区、健康街社区、宝通社区、光明社区、汽车站社区、草庙社区、黄家社区、马少野社区、北王社区、西王社区、东王社区、杨家社区和道口社区。